# Verbascum mosellanum
Verbascum mosellanum är en flenörtsväxtart som beskrevs av Philipp Wilhelm Wirtgen. Verbascum mosellanum ingår i släktet kungsljus, och familjen flenörtsväxter. Inga underarter finns listade i Catalogue of Life.